# NGC 1625
NGC 1625 ist eine Balkenspiralgalaxie vom Hubble-Typ SB(rs)b: im Sternbild Eridanus am Südsternhimmel. Sie ist schätzungsweise 209 Millionen Lichtjahre von der Milchstraße entfernt und hat einen Durchmesser von etwa 130.000 Lj.
Im selben Himmelsareal befinden sich u. a. die Galaxien NGC 1618 und NGC 1622.
Das Objekt wurde am 24. November 1827 von dem Astronomen John Herschel entdeckt.